# Erica pyramidalis
Erica pyramidalis là một loài thực vật có hoa trong họ Thạch nam. Loài này được Aiton mô tả khoa học đầu tiên năm 1789.

## Hình ảnh

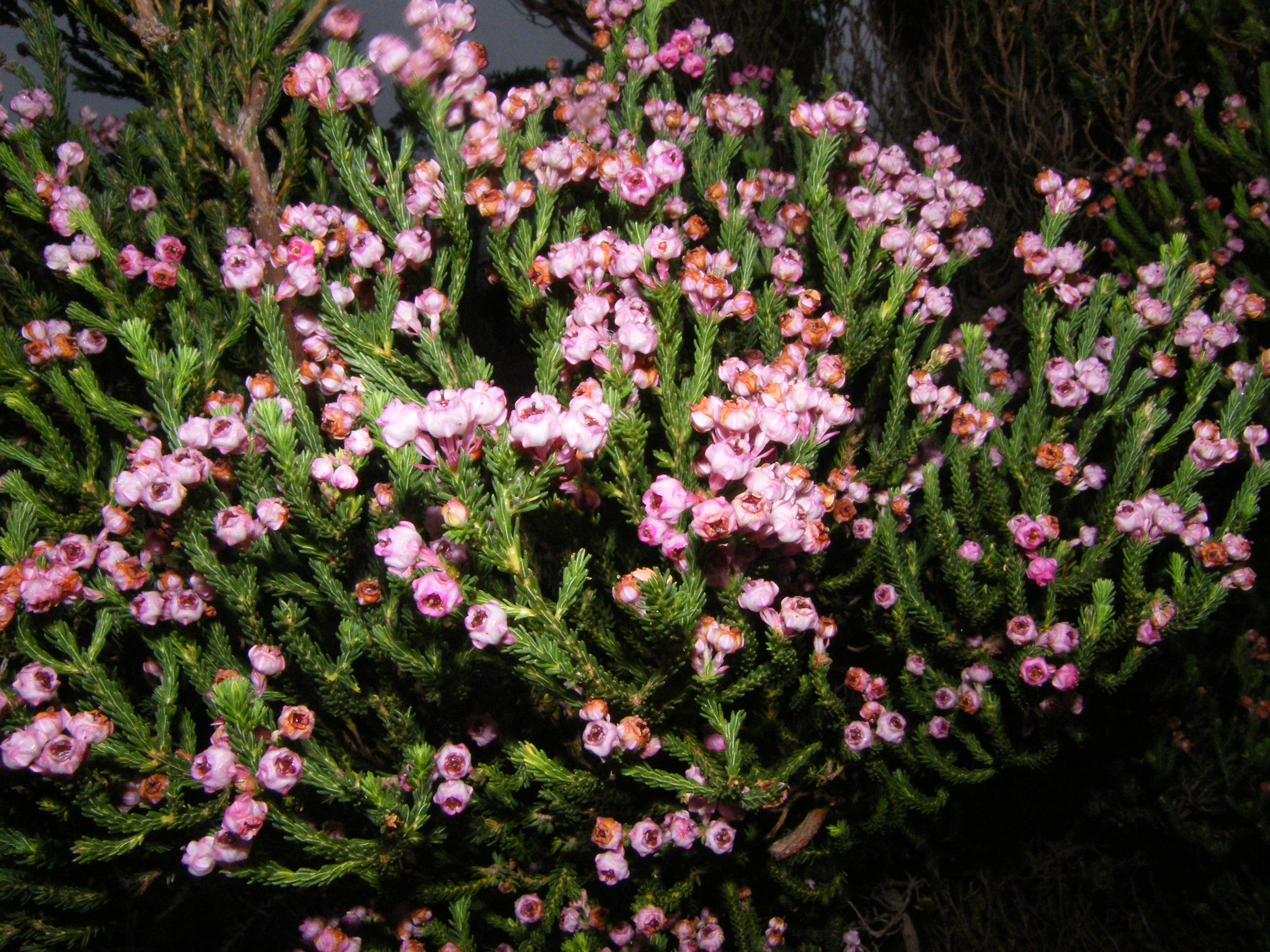
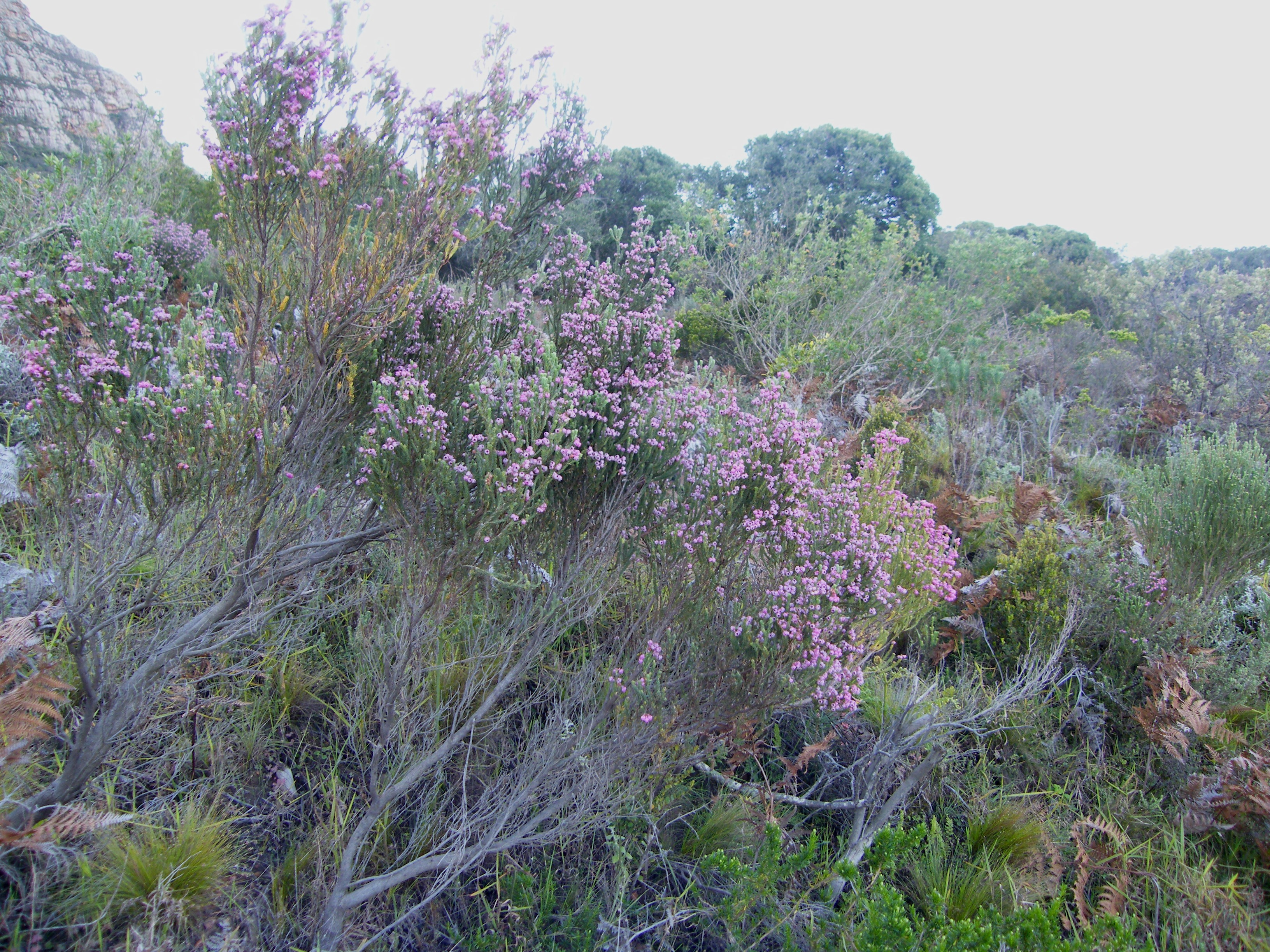